# Takeru Kitazono
Takeru Kitazono (født 21. oktober 2002) er en japansk mandlig gymnast. 
Ved de ungdoms-olympiske lege i 2018 i Buenos Aires, Argentina, vandt han fem guldmedaljer. Han var den første gymnast nogensinde til at opnå en sådan bedrift ved et enkelt ungdoms-OL.
Ved sommer-OL 2020 i Tokyo, Japan, konkurrerede Kitazono for Japan på et hold, der også omfatter Kazuma Kaya, Daiki Hashimoto og Kakeru Tanigawa. Han vandt olympisk sølv med truppen i mændenes allround holdkonkurrence. Holdet opnåede en samlet score på 262.397, hvilket var 0.103 point efter det vindende russiske hold.